# Gareth Alun Owens

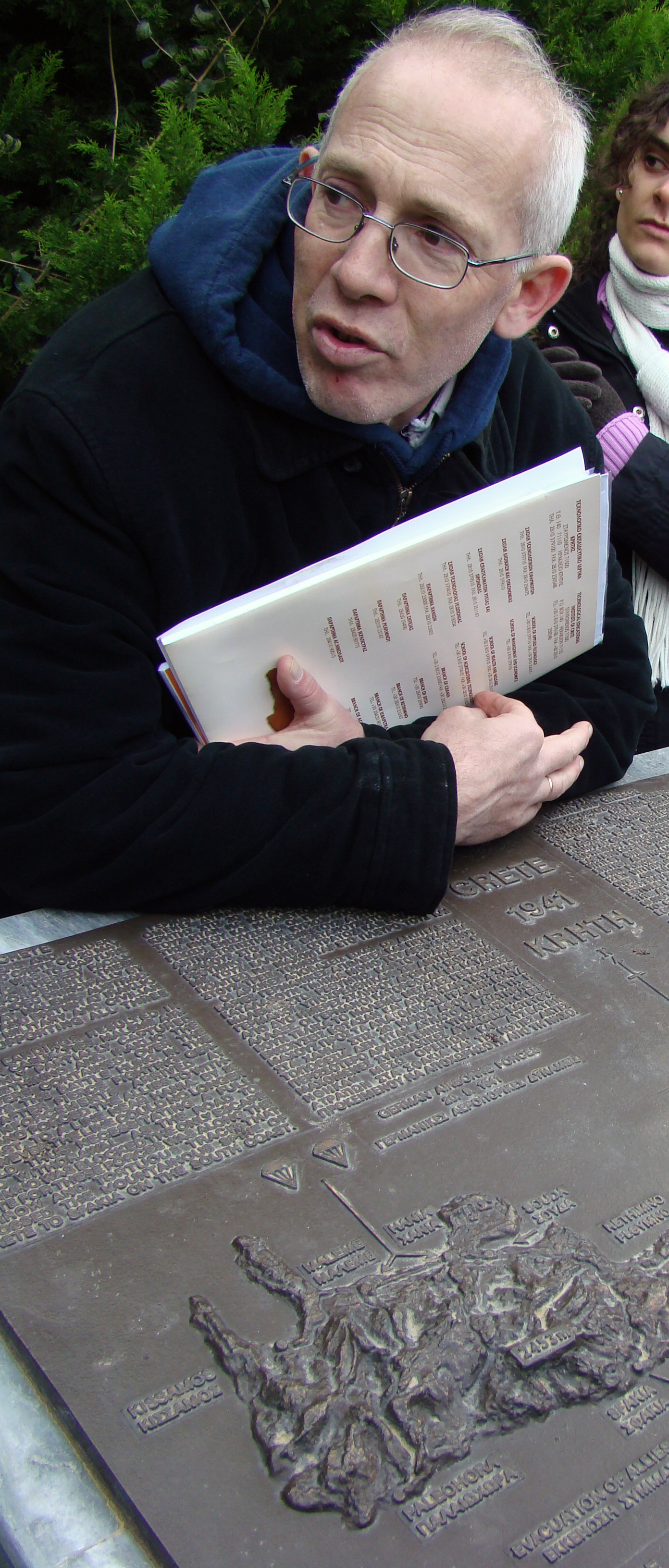
Gareth Alun Owens

Gareth Alun Owens, griechisch Γκάρεθ Άλουν Όουενς (* 21. Februar 1964) ist ein britisch-griechischer Altphilologe, Klassischer Archäologe und Mykenologe.

## Leben
Owens studierte von 1982 bis 1985 Klassische Philologie und Alte Geschichte am University College London und schloss es mit dem B.A. ab. Darauf erwarb er ebendort als Schüler von James Thomas Hooker einen M.A. in Griechischer Philologie und Klassischer Archäologie mit einer Dissertation über die Linear B-Schrift. Von 1986 bis 1991 arbeitete er weiterhin am University College an einer Dissertation zum Verhältnis der Linear A-Schrift zur Linear B-Schrift und wurde damit zum M. Phil. in Klassischer Archäologie promoviert. Anschließend lehrte Owens von 1991 bis 1992 am Institute of Classical Studies, London, und am University College London. Für seine Beiträge zum mykenischen Griechisch erhielt er den Ventris Award. Von 1992 bis 1994 hatte er ein Postdoktorandenstipendium des Europarats und der Stipendienstiftung des griechischen Staates inne. In dieser Zeit arbeitete er an „A Study of Minoan Linear A“ an der Universität Kreta und am Archäologischen Museum von Iraklion. Von 2001 bis 2004 arbeitete er an einer Dissertation mit dem Thema „A Provisional Approach to the Minoan Language“, mit der er in der Abteilung für Sprachwissenschaft der Universität Athen promoviert wurde.
Gegenwärtig ist er als «Erasmus»–Koordinator der Europäischen Union im International Relations Office des Τεχνολογικό Εκπαιδευτικό Ίδρυμα Κρήτης (Technological Educational Institute of Crete) und zugleich als Professor für die Geschichte Kretas in dieser Institution tätig. Von 2008 bis 2013 hatte er eine Postdoktorandenstelle in der Abteilung für Sprachwissenschaft der Universität Athen inne, um die Inschriften in kretischen Hieroglyphen aus der ersten Palastperiode einschließlich des Diskos von Phaistos zu untersuchen.
Owens ist mit einer griechischen Archäologin verheiratet, mit der er häufig zusammenarbeitet, und erwarb die griechische Staatsangehörigkeit. Daher hatte er auch eine kurze Zeit in der griechischen Armee zu dienen.

## Forschungsschwerpunkte
Owens hat eine neue Hypothese zur Entzifferung der Linear A-Schrift aufgestellt. Danach entsprechen etwa 90 % der Linear A-Schriftzeichen in ihrem Lautwert den ähnlich aussehenden Linear B-Schriftzeichen. Lediglich zehn Schriftzeichen finden keine Entsprechung in der Linear B-Schrift, so dass sich über ihren Lautwert und ihre Bedeutung nur spekulieren lässt. Aufgrund der Entsprechungen konnte Owens verschiedene für die Archäologie Kretas bedeutsame Ortsnamen ausmachen, die auch in der Linear B-Schrift vorkommen. Weiterhin glaubt er, Belege für das grammatische Geschlecht von Substantiven und nomina agentis gefunden zu haben, sowie Vokabular und Verbindungen, die die zugrundeliegende Minoische Sprache der Linear A-Täfelchen als eine indogermanische Sprache des Satemzweiges ausweisen.

## Schriften (Auswahl)
Aufsatzsammlungen
- Κωστής Ψυχογιός (επιμέλεια), Κάλλια Νικολιδάκη (μετάφραση): Λαβύρινθος. Γραφές και γλώσσες της μινωικής και μυκηναϊκής Κρήτης. Κέντρο Κρητικής Λογοτεχνίας, Ηράκλιο 2007 – Kostís Psikhoyós (Hrsg.), Kállia Nikolidáki (Übers.), Labyrinth. Scripts and Languages of Minoan and Mycenaean Crete. Centre for Cretan Literature, Iraklio 2007, (online) (PDF-Dateien). – (Sammlung von 50 Aufsätzen Owens’ zur Archäologie, Epigraphik und Philologie des minoischen und mykenischen Kretas von 1990 bis 2006)
- Η δομή της Μινωϊκής γλώσσας (Σύντομη έκθεση) – The Structure of the Minoan Language (Short discussion). Ohne Ort und Jahr, (online) (PDF).
- Evidence for Indo-European Language in the Minoan Documents. In: DO-SO-MO. Fascicula Mycenologica Polona 6. Piotrków Trybunalski, Piotrcoviae 2004. – (5 ausgewählte Aufsätze zum minoischen und mykenischen Kreta zur Erinnerung an und zu Ehren von Michael Ventris und John Chadwick zur Feier des 50-jährigen Jubiläums der Veröffentlichung von Evidence for Greek Dialect in the Mycenaean Archives, Journal of Hellenic Studies 73, 1953, 84–103 und Documents in Mycenaean Greek, 1956)
- Δαιδαλικά. Γραφές και Γλώσσες της Μινωικής και Μυκηναϊκής Κρήτης. Iraklio, Kreta 1996. – (20 Aufsätze in neugriechischer Sprache, 1991–1996).

Herausgeberschaft
- James Thomas Hooker: Kritika daidalika. Evidence for the Minoan language. Selected essays in memory of James Hooker on the archaeology, epigraphy and philology of Minoan and Mycenaean Crete. Edited by Gareth Owens. Hakkert, Amsterdam 1997, ISBN 9-025-61096-X.

## Medien
- The Scripts of Knossos. Beitrag zu: Municipality of Heraklion and University of Crete (Hrsg.), Heraklion, a City through the Ages. 2004 (DVD), Ss. 1–8.